# Vitoria-Gasteiz
 "Vitoria" omdirigeres hertil. For panserskibet Vitoria, se Vitoria (1865).
Vitoria-Gasteiz (normalt bare kaldet Vitoria) er en by i regionen Baskerlandet i det nordlige Spanien, med et indbyggertal (pr. 2005) på cirka 226.000. Dette gør den til Baskerlandets næststørste by og den er hovedstad i provinsen Álava. 
Vitoria-Gasteiz blev grundlagt i år 1181
42°51′N 2°40′V / 42.850°N 2.667°V
- Wikimedia Commons har flere filer relateret til Vitoria-Gasteiz